# 大聖瑪爾定教堂

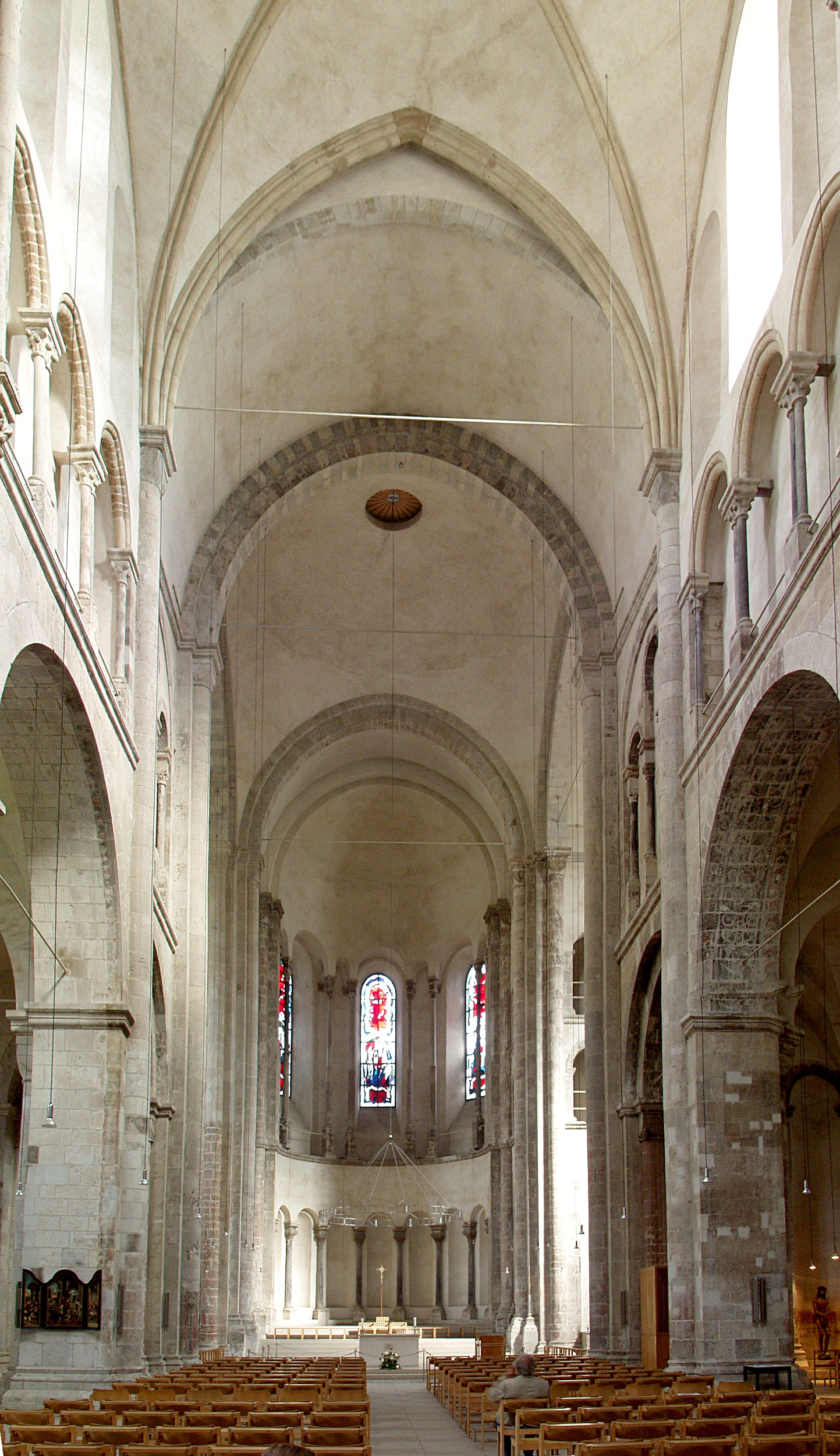

大聖瑪爾定教堂（德語：losterkirche Groß Sankt Martin），位於德國科隆，是羅馬天主教的教堂，為萊茵河重要的地景之一，從紀錄推測為西元一世紀，總主教Bruno起建教堂，其中經歷改建，至十五世紀中葉方有今日所見之雛形。
建築物分為幾個部分，主體建築，聖Brigida教堂與北面建築群，十八世紀前經歷過自然災害，老舊毀損與法國大革命，除了主體建築大致完好以外，其他部分幾乎損毀。十九世紀經歷了全面的修復，並有專業人員參與，此次修復以主體建築為主，從內到外作全面的更新，室內重新裝潢，彩繪，巴洛克元素抽離。外觀將象徵羅馬式建築的塔帽再度建起，建築物北面的原來的迴廊與南面損毀的聖Brigida教堂，以主體建築物的南北牆面呈現舊建築的遺跡。
已損毀部分不全部復原，如在法國大革命損毀之聖Brigida教堂便不再修復，而北面建築群只修復更衣寄放聖物空間小部分。
世界大戰讓大聖瑪爾定教堂受到了極大的創傷，建築物本體屋頂全毀，此為十九世紀後第二次整體重建，修復的觀念也改變了，除了建築物外觀依十九世紀的樣式復原外，建築物內部的裝潢保留其斑駁灰褪的樣貌。
值得一提的是，大聖瑪爾定教堂的地下墓室，座落著西元一世紀至二世紀羅馬時期建築考古遺址，顯示不同建築時期的文化層。
從大聖瑪爾定教堂修復(護)的歷史中，可以看到修復（護）的觀念改變，看到德國人如何面對歷史，面對歷史建築的態度。

## 外部連結
- 维基共享资源上的相關多媒體資源：大聖瑪爾定教堂
- Groß St. Martin im interaktiven QuickTime VR Panorama
- Structurae数据库中大聖瑪爾定教堂的数据